# 阪口大和
阪口 大和（さかぐち たいわ、1941年 - ）は、日本の経営学者。立正大学経営学部名誉教授。 専門は国際経営論。学部では国際経営論、国際マーケティングを担当している。
経済学者・多摩大学学長の中谷巌とは日産時代からの友人。

## 略歴
- 1941年 東京都生まれ。
- 1965年 東京大学法学部卒業、日産自動車入社。
- 1972年 ミシガン大学経営学大学院に留学、MBAを取得。
- 1975年 ボストン・コンサルティング・グループに入る。
- その後、立正大学経営学部教授となる。
- 1986年 米国ヴァンダービルト大学客員教授、メキシコ国立大学院コレヒオデメヒコ客員研究員。

## 著書
- 『18歳からの経営学　未来のリーダーたちへ』集英社インターナショナル，2007年9月30日発売
- 『痛快！サバイバル経営学』集英社インターナショナル，2002年